# Armanda Guiducci
Armanda Guiducci, née Armanda Giambrocono à Naples le 12 octobre 1923 et morte à Milan le 8 décembre 1992, est une écrivaine, critique et féministe italienne.

## Biographie
Née dans une famille bourgeoise et catholique à Naples, elle arrive à Milan à 6 ans. Elle est diplômée en philosophie à l'Université de Milan, élève d'Antonio Banfi, l'une des figures marquantes de la culture italienne de l'époque.
À partir des années 1950, elle collabore à de nombreuses revues littéraires et politiques de la gauche critique en Italie. En 1955, avec Franco Fortini, Luciano Amodio et Roberto Guiducci (avec qui elle se marie en 1953), elle lance la revue politico-littéraire marxiste Ragionamenti, dont elle est la directrice jusqu'à sa disparition en 1958.
Elle écrit dans Arguments, Cultura e Realtà de Cesare Pavese, Passato e Presente, Opinioni, Tempi moderni, présente ses études sur Antonio Gramsci dans La città futura et traduit en italien des livres de John Donne, Katherine Mansfield et Virginia Woolf. Spécialiste passionnée d'anthropologie culturelle, d'ethnologie et de psychanalyse, elle participe activement au mouvement féministe italien des années 1970 et 1980 en rédigeant de nombreux articles dans les principaux journaux italiens.
Elle rédige une quinzaine de livres sur des sujets diversifiés : des critiques, de la poésie, des biographies, des fictions, des carnets de voyages, des ouvrages historiques et des études sociologiques.
Elle reçoit le Prix Rapallo-Carige for Virginia e l'angelo in 1991. Elle meurt d'un cancer en 1992.

## Livres
- La domenica della rivoluzione, Milano, Lerici, 1961.
- Poesie per un uomo, Milano, Mondadori, 1965.
- Dallo zdanovismo allo strutturalismo, Milano, Feltrinelli, 1967. traduit en espagnol Del realismo socialista al estructuralismo  Madrid : A. Corazón, 1976[3].
- Il mito Pavese, Firenze, Vallecchi, 1967
- Invito alla lettura di Pavese, Milano, Mursia, 1972
- La mela e il serpente. Autoanalisi di una donna, Milano, Rizzoli, 1974. traduit par Claude Minot en français La Pomme et le serpent, Auto-analyse de la féminité, Gallimard 1976[4].

- All’ombra di Kali, Milano, Rizzoli, 1979.
- Donna e serva, Milano, Rizzoli, 1983.
- A testa in giù, Milano, Rizzoli, 1984.
- Perdute nella storia - storia delle donne dal I al VII secolo d.C, Firenze, Sansoni, 1989[5].
- A colpi di silenzio, Milano, Lanfranchi, 1990.
- Medioevo inquieto - storia delle donne dall'VIII al XV secolo d.C, Firenze, Sansoni, 1990[6].
- Virginia e l’angelo, Milano, Longanesi, 1991
- Il grande Sepik. Il tramonto del primitivo, Milano, Lanfranchi, 1992.